# Freiburger Islamstudien
Die Freiburger Islamstudien (FIS) sind eine seit 1968 erscheinende islamwissenschaftliche Buchreihe (ISSN 0170-3285). Die Reihe wurde von Hans Robert Roemer begründet und von Werner Ende herausgegeben. Sie erscheint in Wiesbaden bzw. Stuttgart bei Steiner.
Die Bände der Reihe erscheinen überwiegend in deutscher, aber auch englischer und französischer Sprache. Bis 2005 erschienen 23 Bände.

## Übersicht
- 23 al-ʿAidarūs und seine Erben. Esther Peskes. - Stuttgart: Steiner, 2005
- 22 The Ḥaram of Jerusalem 324–1099. Andreas Kaplony. - Stuttgart: Steiner, 2002
- 21 La principauté Ayyoubide d'Alep. Anne-Marie Eddé. - Stuttgart: Steiner, 1999
- 20 Waqf im mongolischen Iran. Birgitt Hoffmann. - Stuttgart: Steiner, 2000
- 19 Die zeitgenössische Diskussion um den islamischen Beratungsgedanken (šūrā) unter dem besonderen Aspekt ideengeschichtlicher Kontinuitäten und Diskontinuitäten. Roswitha Badry. - Stuttgart: Steiner, 1998
- 18 From slave to sultan. Linda S. Northrup. Stuttgart: Steiner, 1998.
- 17 Osmanische Sultansurkunden. Klaus Schwarz. Stuttgart: Steiner, 1997.
- 16 Die Nahrung der Herzen. Abū-Ṭālib al-Makkī, Muḥammad Ibn-Alī. Stuttgart: Steiner.
- 15 Derwische im Vorhof der Macht. Monika Gronke. Stuttgart: Steiner, 1993.
- 14 Iranian Jewry during the Afghan invasion. Bābāʾī Ibn-Farhād. Stuttgart: Steiner, 1990.
- 13 Schlaglichter über das Sufitum. Sarrāǧ, Abū-Naṣr ʿAbdallāh Ibn-ʿAlī as-. Stuttgart: Steiner, 1990.
- 12 Das Sendschreiben al-Qušayrīs über das Sufitum. Qušairī, ʿAbd-al-Karīm Ibn-Hawāzin al-. Stuttgart: Steiner-Verl. Wiesbaden, 1989.
- 11 Die Wunder der Freunde Gottes. Richard Gramlich. Stuttgart: Steiner-Verlag-Wiesbaden-GmbH, 1987.
- 10 Muḥammad al-Ġazzālīs Lehre von den Stufen zur Gottesliebe. Ġazzālī, Abū-Ḥāmid Muḥammad Ibn-Muḥammad al-. [Stuttgart]: Steiner-Verlag-Wiesbaden-GmbH, 1984. Digitalisat.
- 9 The memoirs of a Syrian prince: Abuʾl-Fidāʾ, Sultan of Ḥamāh (672–732/1273–1331) / transl. with an introd. by P. M. Holt. Wiesbaden: Steiner 1983.
- 8 Der mittlere Weg: Studien zur Religionspolitik u. Religiosität d. späteren Abbasiden-Zeit. Erika Glassen. Wiesbaden: Steiner 1981.
- 7 Persische Memoirenliteratur als Quelle zur neueren Geschichte Irans. Bert G. Fragner. Wiesbaden: Steiner 1979.
- 6 Die Gaben der Erkenntnisse des ʿUmar as-Suhrawardī = (ʿAwārif al-maʿārif). Übers. u. eingel. von Richard Gramlich. Wiesbaden: Steiner 1978. Digitalisat.
- 5 Das Kanzleiwesen Sultan Süleymāns des Prächtigen. Josef Matuz. Wiesbaden: Steiner 1974.
- 4 Ḏāt al-Himma: kulturgeschichtliche Untersuchungen zu einem arabischen Volksroman. Udo Steinbach. Wiesbaden: Steiner 1972. Digitalisat.
- 3 The origins of the Ṣafawids: Šī'ism, ṣūfism, and the Ġulāt. Michel M. Mazzaoui. Wiesbaden: Steiner 1972. Digitalisat.
- 2 An introduction to Mamlūk historiography: An analysis of Arabic annalistic and biographical sources for the reign of al-Malik an-Nāṣir Muḥammad ibn Qalā'ūn. Donald Presgrave Little. Wiesbaden: F. Steiner 1970. Digitalisat.
- 1 Bündniswerben abendländischer Mächte um Persien: 1453–1600. Barbara von Palombini. Wiesbaden: F. Steiner 1968. Digitalisat.